# Къща с кулата
Къщата с кулата е жилищна постройка, забележителност на софийския квартал „Красно село“ (или „Лагера“). Къщата, собственост на македонски българи, бежанци от Егейска Македония, е известна с кулата си, построена като имитация на Бялата кула в македонската столица Солун.

## Местоположение
Къщата е разположена на кръстовището на улица „Гебедже“ и „Съвет на Европа“.

## История
Къщата е построена в 1929 година в новосъздадения бежански Добруджански квартал, в който са заселени македонски, тракийски и добруджански българи. Строител и собственик на кулата е Стоян Карамихайлов от сярското село Горно Броди. Къщата е с разчупена архитектура от тухли и камък с бетонени пояси, а арките са фини и също са от модерния за времето си стоманобетон. В североизточния ъгъл е изградена кула, имитация на Бялата кула в Солун, за да напомня за загубената за България Македония. На първия етаж е дюкян.